# Vilmos Dán
Vilmos Dán (Budapest, 21 giugno 1903 – Budapest, 10 ottobre 1959) è stato un calciatore ungherese, di ruolo attaccante.

## Carriera
Dán era un attaccante dinamico ed energico, ma con alcuni limiti dal punto di vista della tecnica e della tattica. Cominciò a giocare da ragazzino nel Fővárosi TK, rimanendovi fino al 1926. Nel 1926-27 passa al Ferencavros, dove vive la miglior stagione della sua carriera: con 13 reti all'attivo (messe a segno in sole 12 presenze) si situa al secondo posto nella classifica dei marcatori del campionato. È una stagione ricca di successi anche a livello di squadra: il Ferencvaros si aggiudica infatti sia il campionato che la coppa nazionale.
Viene convocato anche per 2 volte in Nazionale, dove però non riesce mai a segnare, sbagliando anche un rigore nel match perso per 1-4 contro la Cecoslovacchia. Nel 1927 passa al'Ujpest, con cui raggiunge il terzo posto in campionato pur giocando poco, e dall'anno seguente prosegue la sua carriera in squadre minori.